# Beniczky Elemér
Beniczi és micsinyei Beniczky Elemér, Beniczky Elemér György Pál (Egercsehi, 1872. március 7. – Egercsehi, 1958. november 27.) magyar földbirtokos, szolgabíró, országgyűlési képviselő.

## Élete
1872-ben született a Heves vármegyei Egercsehiben, római katolikus vallásban, Beniczky György (1840–1928) és Csíky Antónia (1843–1930) fiaként. A Beniczky família pribóci ágából származik, amely a családi hagyományok szerint már az Árpád-kortól jelen volt Turóc, Zólyom és Nógrád vármegyék életében, a 18. század második felétől pedig részt vett Pest vármegye közéletében is. Ezen ág leszármazottai közül Beniczky Zsigmond költözött 1829-ben Egercsehibe, a leányági családi birtokra, Elemér az ő utódaként látta meg a napvilágot.
Középiskolai tanulmányait a kegyesrendiek budapesti gimnáziumában végezte, majd Grazban és a budapesti egyetemen hallgatott jogot, államtudományi államvizsgáját is utóbbi intézményben tette le. Tanulmányai befejeztével közigazgatási pályára lépett: 1895 januárjában Heves vármegye tiszteletbeli aljegyzőjévé választották meg, majd még ugyanabban az évben szolgabírói kinevezést kapott, dolgozott a tiszafüredi, a gyöngyösi és az egri járás élén is. 1900 elején tiszteletbeli főszolgabíróvá is kinevezték, ám két évvel később megvált a közigazgatási szolgálattól és visszavonult gazdálkodni családi birtokaira – bár továbbra is élénk figyelemmel kísérte a megyei történéseket.
1906-ban, az akkori országgyűlési választásokon a pétervásárai választókerület őt választotta parlamenti képviselőnek függetlenségi programmal. Elindult az 1910-es választáson is, de akkor nem szerzett mandátumot. A proletárdiktatúra idején, egy rövid ideig a kommunisták fogságában volt, majd szabadulását követően újból visszatért a vármegyei közéletbe.
1935-ben a parlamentáris politikába is újból bekapcsolódott, a pétervásárai kerület ezúttal a Nemzeti Egység Pártja jelöltjeként juttatta mandátumhoz; ugyanabban az évben Heves vármegye képviseletében a felsőházba is behívták, de felsőházi tagságáról lemondott. 1939-ben is megerősítette mandátumát, ezúttal a Magyar Élet Pártja jelöltjeként, ismét a pétervásárai kerületben. A képviselőházban főleg közegészségügyi és tűzrendészeti kérdések vitáiban volt aktív, de sokat tett vidéke korszerűtlen úthálózatának kiépítéséért is.
Részt vett, sőt többnyire valamilyen vezető tisztséget is vállalt igen sok társadalmi szervezetben. Alapítója és elnöke volt az Egercsehi Hitelszövetkezetnek, elnöke az Északi Tarna-völgyi Vízitársulatnak, tagja a Hevesvármegyei Gazdasági Egyesület választmányának, a Tiszajobbparti Mezőgazdasági Kamarának, az Országos Erdészeti Egyesületnek és a Magyar Genealógiai Társaságnak, és még több más hasonló szerveződésnek. Egyháza életében is vállalt – megyei szinten – többféle feladatot, Heves vármegye törvényhatósági bizottságában pedig örökös taggá, és 1937-ben, két évvel korábbi visszakozása ellenére újból felsőházi póttaggá is megválasztották.
1944 őszén mint bükkszenterzsébeti lakos kivette részét a nemzeti ellenállásból, a Kődekói tanyán zsidó munkaszolgálatosokat bújtatott 1944. december 22-ig. A szovjet hadsereg bevonulását követően internálták, majd ezer holdnál nagyobb kiterjedésű birtokát kisajátították és felosztották egykori cselédei között.